# غونار بيرغرين
غونار بيرغرين (بالسويدية: Gunnar Berggren)‏ (26 يناير 1908 – 2 سبتمبر 1983) هو ملاكم سويدي راحل، مثّل بلاده في الألعاب الأولمبية الصيفية 1928.

## روابط خارجية
غونار بيرغرين على موقع بوكس ريك (الإنجليزية) (registration required)
- غونار بيرغرين على موقع أوليمبيديا (الإنجليزية)
- غونار بيرغرين على موقع اللجنة الأولمبية السويدية (السويدية)